# Usingen

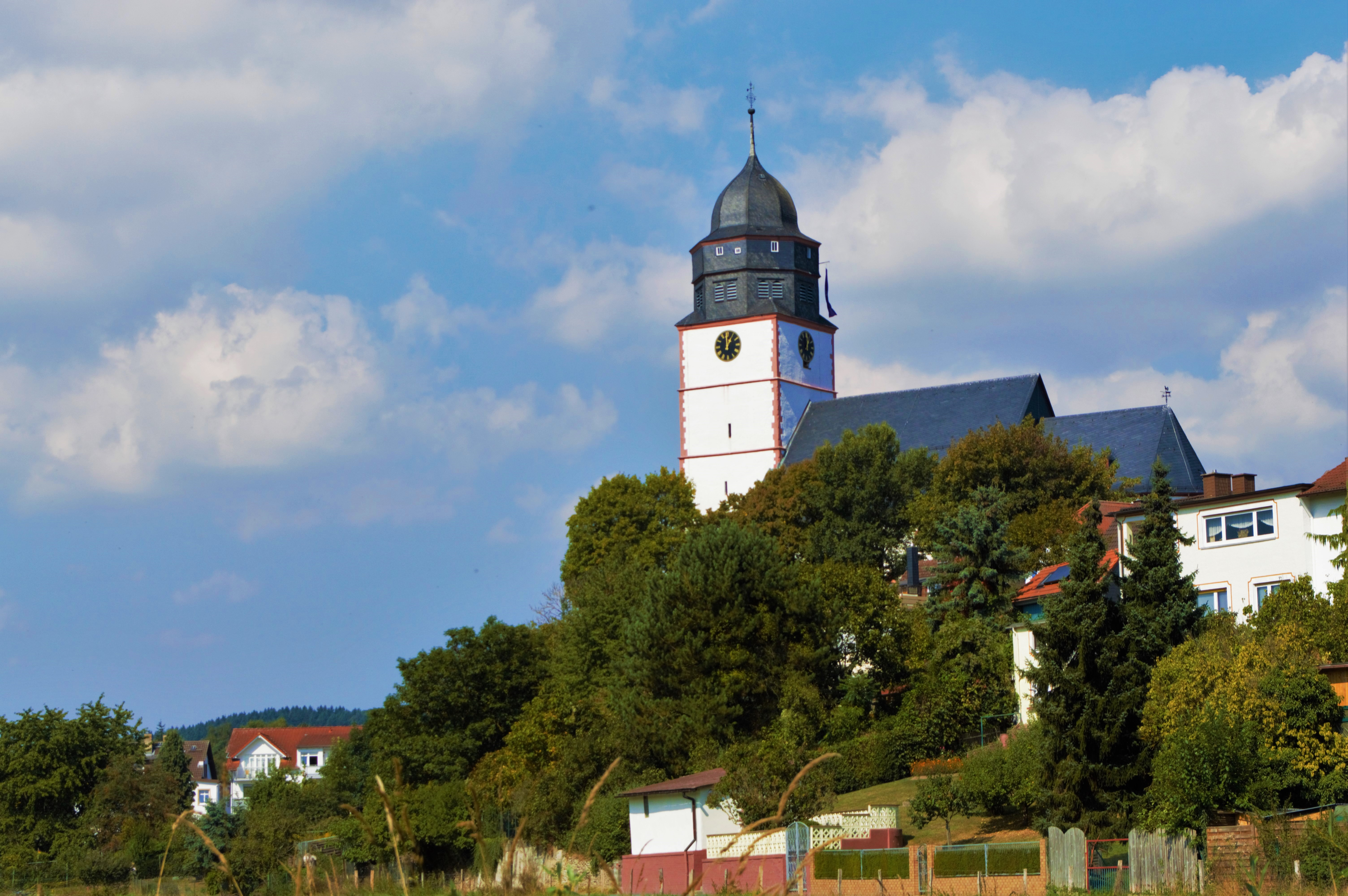
Evangelický kostel Sv. Vavřince

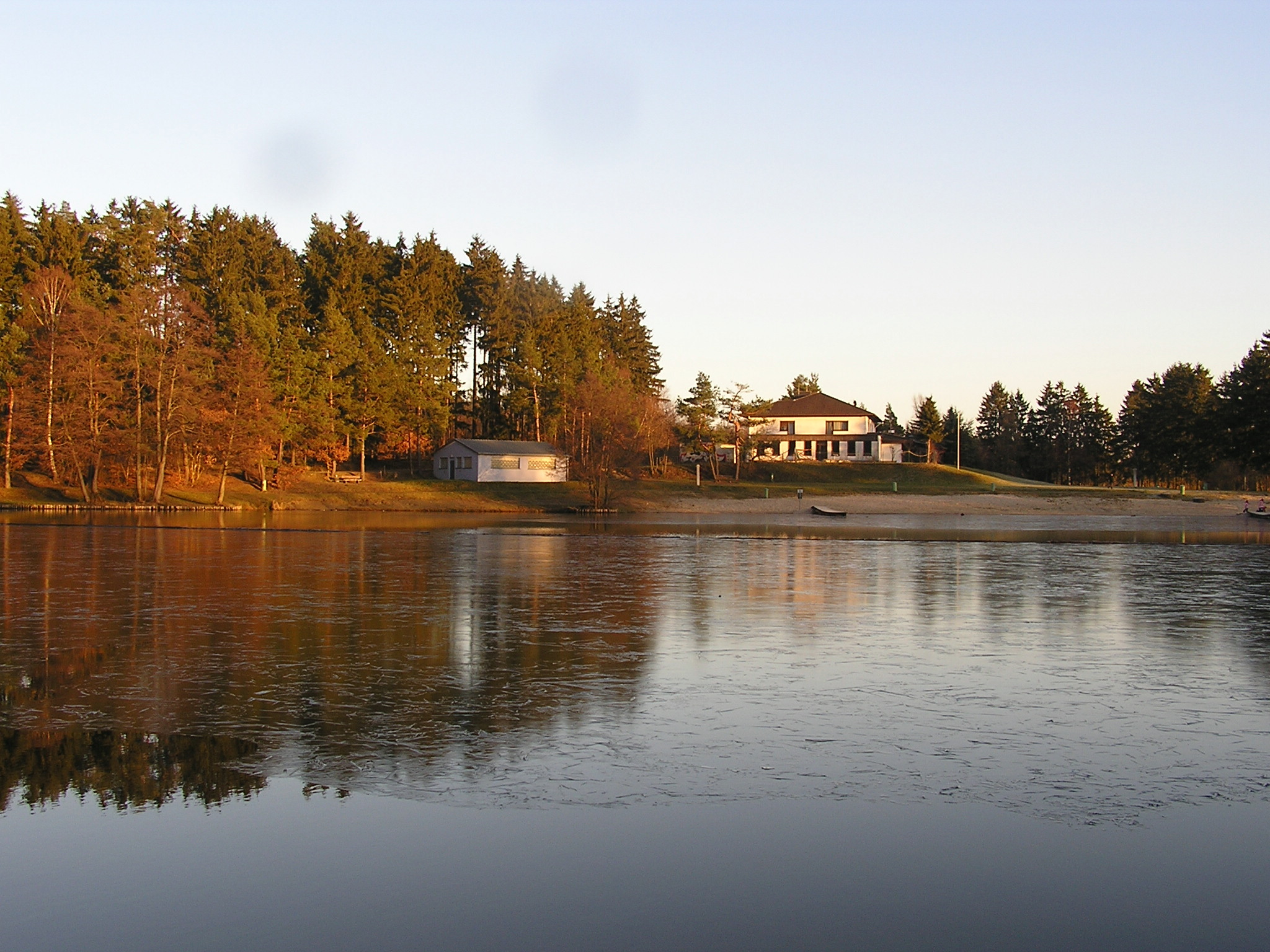
Jezero Hattsteinweiher

Usingen je malé městečko v zemském okresu Vysoký Taunus v Hesensku v Německu. Do roku 1972 bylo toto město sídlem bývalého okresu Usingen.

## Geografie

### Geografické umístění
Usingen leží na řece Usa v Usinger Becken na severovýchodním okraji pohoří Taunus. Nachází se asi 30 km severně od Frankfurtu nad Mohanem, 27 km jižně od Wetzlaru a 38 km severovýchodně od Wiesbadenu.
Centrum města je asi 300 m nad mořem. Nejvyšší bod v Usingenu je Hohe Berg ("vysoká hora") 414 m nad mořem.

### Sousední obce
Na severu a východě hraničí se zemským okresem Wetterau (město Butzbach a obec Ober-Mörlen), na jihovýchodě s obcí Wehrheim, na jihu s městem Neu-Anspach a obcí Schmitten, na západě s obcí Weilrod a na severozápadě s obcí Grävenwiesbach.

## Politika

### Městská rada
|      | SPD | CDU | Zelení | FDP | BEU | FWG |
| ---- | --- | --- | ------ | --- | --- | --- |
| 2006 | 8   | 20  | 3      | 2   | 2   | 2   |

Poznámka: FWG je občanská koalice

### Partnerství
Usingen udržuje partnerství s následujícími městy:
- Overbetuwe, Nizozemsko
- Chassieu, Francie

## Pamětihodnosti

### Kostel sv. Vavřince
Hlavním kostelem v Usingenu je evangelický kostel sv. Vavřince.

### Hattsteinweiher
Hattsteinweiher poblíž Usingenu je jediné jezero vhodné ke koupání v okolí. V létě, za dobrého počasí, je lákadlem pro mnoho návštěvníků z oblastí Taunusu a Frankfurtu nad Mohanem.